# Tanaquil Le Clercq
Vous lisez un « bon article » labellisé en 2024.
Pour les articles homonymes, voir Tanaquil et Le Clercq.
Tanaquil Le Clercq, née le 2 octobre 1929 dans le 16e arrondissement de Paris et morte le 31 décembre 2000 à Manhattan, est une danseuse franco-américaine, considérée comme l'une des plus brillantes interprètes de ballet aux États-Unis dès le début des années 1950. Muse de George Balanchine et de Jerome Robbins au New York City Ballet, elle voit sa carrière interrompue en 1956 par la poliomyélite qui provoque la paralysie de ses jambes.
Elle renoue avec la danse au début des années 1960 et publie deux livres évoquant son ancienne activité : Mourka: The Autobiography of a Cat et The Ballet Cook Book, avant d'enseigner au Dance Theatre of Harlem et au New York City Ballet.

## Biographie

### Muse de George Balanchine

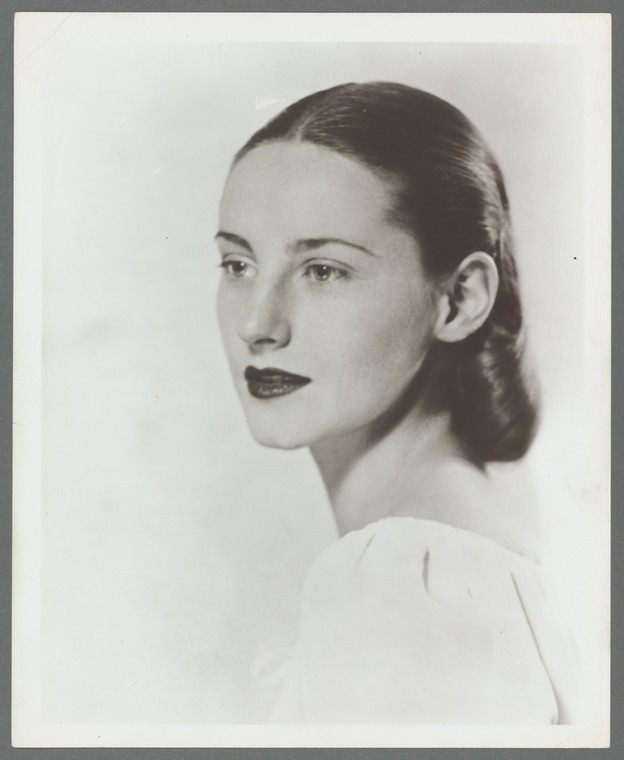
Tanaquil Le Clercq en 1950.

Tanaquil Le Clercq, prénommée en référence à une reine de la tradition romaine et surnommée Tanny par son entourage, nait à Paris d'une mère américaine, Edith Whittemore, et d'un père français, Jacques Le Clercq, écrivain et poète. La famille s'installe à New York quand elle a trois ans.
Elle suit des cours particuliers de danse avec Mikhail Mordkin dès l'année suivante et entre à la School of American Ballet après une audition en 1941 où elle a pour professeur George Balanchine. Elle danse sous sa direction en 1945 dans deux ballets donnés par l'école. L'année suivante, il la dirige dans Resurgence, une courte chorégraphie créée pour l'association caritative March of Dimes, dans laquelle elle interprète une jeune danseuse menacée par la poliomyélite, personnifiée et jouée par Balanchine lui-même.

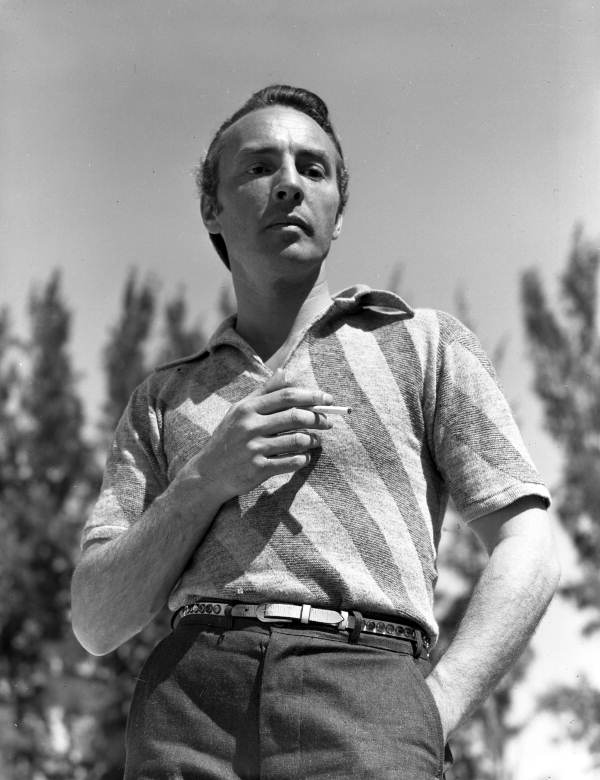
George Balanchine en 1942.

Toujours en 1946, elle commence à 17 ans sa carrière professionnelle comme soliste sans avoir été membre de corps de ballet, créant le rôle de Choleric dans The Four Temperaments pour la première représentation de The Ballet Society, nouvelle compagnie de Balanchine. Son interprétation est décrite par le New Yorker comme celle d'une « déesse en colère ».
En 1948, lorsque The Ballet Society devient le New York City Ballet, elle en est principal dancer. Elle est considérée comme la plus importante muse du chorégraphe russe aux yeux duquel elle incarne l'archétype de la ballerine. Ils se marient le 31 décembre 1952. Plus tôt dans l'année, sa première interprétation du Lac des Cygnes lui vaut d'être considérée comme « prima ballerina » (danseuse étoile) de la compagnie.
Sa façon de danser, davantage européenne qu'américaine, sa grâce naturelle ainsi que son expressivité la font particulièrement remarquer. Sur scène, elle impressionne également par « son charisme incandescent et son charme irrésistible », s'investissant sans retenue dans chaque rôle. Ses caractéristiques physiques, en particulier ses longues jambes, sont une source d'inspiration pour les chorégraphes pour lesquels elle travaille.

### Victime de la poliomyélite

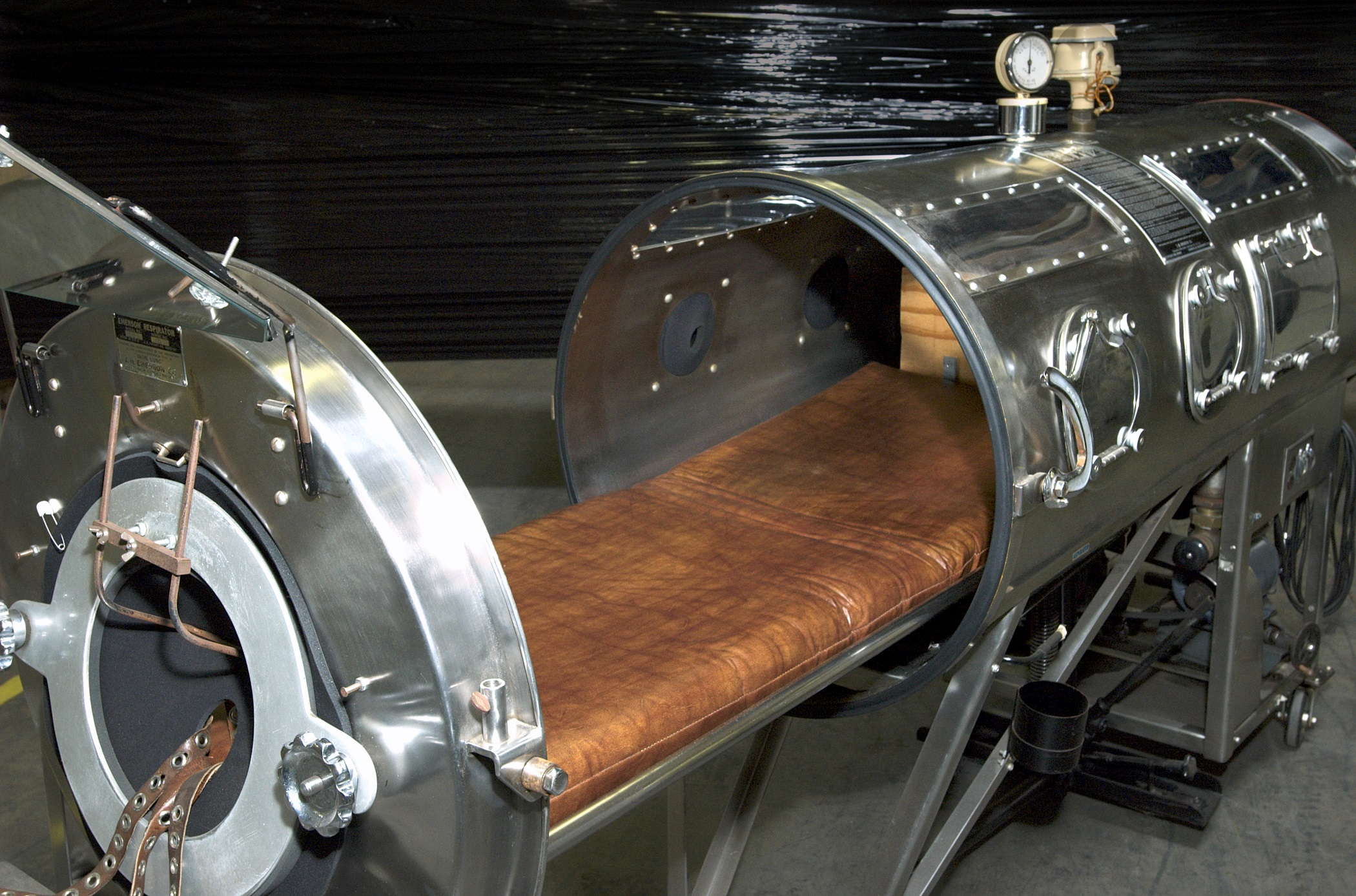
Poumon d'acier, utilisé dans les années 1950 pour aider les victimes de la poliomyélite.

La carrière de danseuse de Tanaquil Le Clercq est brisée par la poliomyélite qui se manifeste soudainement à Copenhague le 31 octobre 1956 lors d'une tournée européenne. Paralysée jusqu'à la taille, elle doit être placée dans un poumon d'acier pour pouvoir respirer, et est considérée comme « hors de danger » après quinze jours. Rétrospectivement, Tanaquil Le Clerc pense avoir eu la vie sauve grâce aux compétences des médecins danois, le Danemark ayant quelques années plus tôt été touché par une vague de poliomyélite. 
Selon les souvenirs de Shaun O'Brien, un ancien danseur du NYCB, sur lesquels s'appuie Varley O'Connor dans son roman The Master's Muse (2012), elle aurait contracté cette maladie à Venise, en goûtant l'eau d'un canal pour savoir si elle était salée lors d'une promenade nocturne sur une gondole avec d'autres danseurs, après une question de l'un d'entre eux. Elle est rapatriée aux États-Unis en mars 1957. Durant plus d'un an, Balanchine se met en congé du New York City Ballet et travaille chaque jour avec elle pour qu'elle retrouve l'usage de ses jambes, en vain.
Sortie de l'hôpital en 1958, elle est découragée, ne prononçant plus le mot ballet pendant plusieurs mois. Balanchine se montre alors particulièrement attentionné, s'absentant le moins possible de leur domicile et y organisant des dîners avec des amis proches,. Selon Varley O'Connor, il se sent responsable de la paralysie de son épouse : il n'a pas vérifié qu'elle était vaccinée contre la poliomyélite avant leur départ en Europe alors qu'il était responsable de la troupe, et qu'ils étaient en train de se séparer en raison de ses propres infidélités. Elle-même se rapprochait depuis quelques mois de Jerome Robbins, l'adjoint de Balanchine, et aurait volontairement esquivé la vaccination. Durant l'année où elle est hospitalisée, au Danemark puis aux États-Unis, Robbins lui écrit quotidiennement.

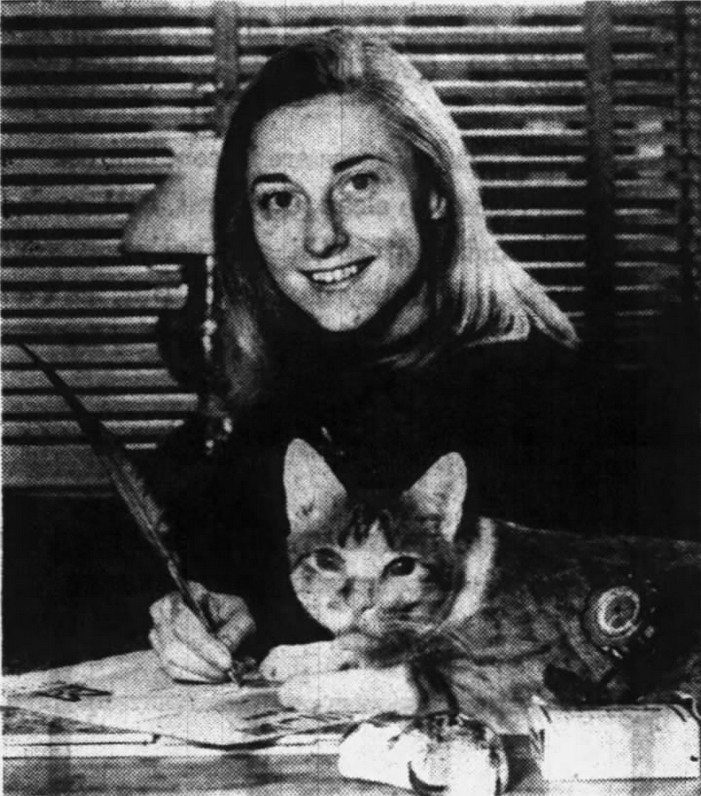
Tanaquil Le Clercq et Mourka (1965).

### Auteure et professeure de danse
Tanaquil Le Clercq se réconcilie progressivement avec la danse. Dans un portrait publié par le New York Times en 1969, elle explique qu'il lui a fallu deux ans pour pouvoir assister de nouveau à un ballet. En 1962, elle reçoit à son domicile pour la conseiller la jeune Patricia McBride qui reprend le rôle qu'elle avait créé dans La Valse. Elle écrit ensuite deux livres en rapport avec son ancienne activité professionnelle : Mourka: The Autobiography of a Cat (1964) et The Ballet Cook Book (1967).
Le premier évoque le chat du couple que George Balanchine entraîne à danser et qui se retrouve seul dans leur appartement lorsqu'il s'absente. Bien qu'il soit possible d'établir une comparaison entre Mourka et Tanaquil Le Clercq, celle-ci opte pour un ton léger. L'ouvrage est illustré avec des photographies de Martha Swope qui en feraient un livre plutôt destiné aux enfants, mais les textes ludiques de Tanaquil Le Clercq sont davantage adaptés aux adultes par les inside jokes et jeux de mots qu'elle y glisse.
The Ballet Cook Book compile des recettes appréciées par des danseurs célèbres, et des anecdotes sur leur vie. La sortie du livre, qui est un grand succès, est accompagnée d'une séance de dédicace au Bloomingdale's de New York lors de laquelle les danseurs du New York City Ballet Jacques d’Amboise, Allegra Kent et Melissa Hayden préparent l'une des recettes du livre pour l'assistance.
Dans ce livre, elle fait preuve d'un humour « pétillant ». Elle commence ainsi une recette : « Soufflés fall and so do dancers, and both survive: The main thing is to forget it » (« Les soufflés tombent et les danseurs aussi, et les deux y survivent : l'important est de l'oublier »), faisant référence à une chute humiliante lors d'une représentation au Constitution Hall de Washington. 
Tanaquil Le Clercq et George Balanchine divorcent au début de l'année 1969. Le chorégraphe russe espère épouser une  jeune danseuse du New York City Ballet, Suzanne Farrell, alors que Tanaquil Le Clercq et lui ont pris depuis longtemps des chemins différents. Elle donne dès 1969 des cours de danse aux enfants de Harlem, et enseigne au Dance Theatre of Harlem de 1974 à 1982, y guidant ses étudiants en utilisant ses mains et bras comme des pieds et des jambes,. Elle intervient également au New York City Ballet, pour apprendre à ses élèves les rôles créés par elle. Elle est par ailleurs photographe portraitiste amatrice et verbicruciste, le New York Times publiant plusieurs de ses grilles.

### Fin de vie et hommages
Un poème de Frank O'Hara, Ode To Tanaquil Le Clercq, parait dans The Paris Review en 1970. À la fin de la vie de George Balanchine, alors qu'il est gravement malade, Tanaquil Le Clercq et lui sont réconciliés, et elle lui rend visite quotidiennement. Lorsqu'il meurt en 1983, il lui transmet la majeure partie des droits et revenus à venir sur ses ballets. En 1998, Tanaquil Le Clercq est honorée par le New York City Ballet comme membre fondatrice à l'occasion des cinquante ans de la compagnie. Elle meurt d'une pneumonie le 31 décembre 2000 à l'âge de 71 ans, quarante-huit ans jour pour jour après son mariage avec Balanchine. Le New York City Ballet lui rend hommage lors d'une soirée spéciale quelques mois plus tard.
La cinéaste américaine Nancy Buirski réalise en 2013 un documentaire sur Tanaquil Le Clercq, Afternoon of a Faun, retraçant son destin tragique de danseuse et mettant en avant le triangle romantique qu'elle forme en 1956 avec George Balanchine et Jerome Robbins. Une photographie de Tanaquil Le Clercq enseignant au Dance Theatre of Harlem inspire au poète canadien Derek Webster un poème.
En 2017, un hommage de deux jours est organisé au musée Guggengheim de New York pour les cinquante ans de la publication de The Ballet Cook Book, incluant des conférences et des représentations d'extraits de ballets créés par Tanaquil Le Clercq, tandis que le restaurant du musée propose des recettes du livre.

## Interprétations marquantes
Durant les dix années de sa carrière professionnelle, Tanaquil Le Clercq crée trente-deux rôles.

### Pour George Balanchine
- The Four Temperaments (1946).
- Symphony in C (1948).
- Orpheus (1948).
- La Valse (1951).
- Casse-Noisette (1954).
- Western Symphony (1954).
- Divertimento No. 15 (1956)[2].

La Valse est retiré du répertoire du New York City Ballet de 1956 à 1962, quand Tanaquil Le Clercq conseille Patricia McBride qui reprend son rôle de jeune femme séduite par la Mort.

### Pour Jerome Robbins
- Afternoon of a Faun (1953).
- The Concert (or The Peril of Everybody) (1956)[2].

Le rôle que Tanaquil Le Clercq crée dans The Concert est supprimé par Jerome Robbins quand celle-ci devient paralysée tant il est lié à la personnalité de la danseuse qui est alors pour lui une muse.

### Pour d'autres chorégraphes
- The Seasons de Merce Cunningham (1947)[3].
- Personnification de l'amour sacré dans le segment Being Beauteous de Illuminations de Frederick Ashton (1950)[3].

## Publications
- (en) Tanaquil Le Clercq, Mourka: The Autobiography of a Cat, New York, Stein and Day, 1964.
- (en) Tanaquil Le Clercq, The Ballet Cook Book, New York, Stein and Day, 1967, 424 p..

### Documentaires
- Dancing for Mr. B: Six Balanchine Ballerinas (1989), d'Anne Belle et Deborah Dickson[32].
- Afternoon of a Faun: Tanaquil Le Clercq (2013), de Nancy Buirski[33] (bande-annonce).